# Lingue degli angeli
Lingue degli angeli sono una forma di culto trovato nel giudaismo del periodo del Secondo Tempio.
Nella Bibbia ebraica, il concetto è sconosciuto, gli angeli parlano solo in lingue umane.
Nei Rotoli del Mar Morto di Qumran, il concetto appare nella serie di inni per i sacrifici di Sabato.
Più tardi, in Alessandria, un concetto correlato compare tra i membri femminili della Sinagoga ebraica liberale Therapeutae. Il testo principale è l'apocrifo Testamento di Giobbe.
È possibile che la menzione di "lingue degli angeli", nella Prima lettera ai Corinzi, capitolo 13 è un riferimento per l'influenza di Alessandria sul culto di Corinto.